# Йими Окесон
Йими Окесон (на шведски: Per Jimmie Åkesson) е шведски политик, писател и блогър. От 2000 до 2005 г. е председател на Шведската демократична младеж. От 2005 г. е председател на партия Шведски демократи. Избран е за депутат в шведския парламент след парламентарните избори през 2010 г.

## Биография
Роден е на 17 май 1979 г. в село Иветофта, лен Сконе, но е израства в община Сьолвесбори в лен Блекинге. Баща му Стефан е бизнесмен, който се е занимавал с полагане на подови настилки, а майка му Брит Мари е работила в старчески дом. Родителите му се развеждат, когато е бил малък, за него се грижи основно майка му.